# إبرام هاريسون
إبرام هاريسون هو سياسي كندي، ولد في 15 يوليو 1898 في Municipality of Killarney-Turtle Mountain ‏ في كندا، وتوفي بنفس المكان في 14 نوفمبر 1979. نشط حزبياً في Progressive Conservative Party of Manitoba ‏.